# François Sagat
François Sagat (Cognac, 5 de junho de  1979) é um modelo e ator pornográfico francês, conhecido por sua musculatura avantajada, aparência exótica e por sua tatuagem na cabeça.

## Vida
François Sagat  nasceu em  Cognac, no sudeste da França tendo ele ascendência de direta de árabes libaneses e eslovacos. Sagat se mudou para Paris com dezoito anos, na tentativa de trabalhar na indústria da moda. Desde a infância  Sagat era fascinado pela moda e pelos desenhos. Após estudar moda durante dois anos em Paris,  tendo trabalhado, como ele próprio afirma, "como um assistente escravo"  em diversas casas de moda, abandonou a profissão. Ele sentia que não estavam aparecendo as oportunidades que ele merecia, sendo que o trabalho na industria na moda tinha lhe custado dinheiro, pois diversas vezes não tinha sido pago por seu trabalho.

## Carreira
Por volta dos trinta e um anos de idade, Sagat se voltou para trabalhar no Mercado de filmes eróticos. Ele fez diversos ensaios para empresas francesas, mas achou que estava sendo negligenciados por elas, então resolveu partir para frente das câmeras. Pouco tempo depois ele foi contratado por um estúdio pornográfico francês chamado Citebeur enquanto estava em um bate papo gay na Internet. Ele aceitou a oferta, e algumas semanas mais tarde gravou o seu primeiro filme. O filme se tornou um sucesso instantâneo, e Sagat decidiu se dedicar com total exclusividade à indústria pornográfica. Seis meses depois ele foi convidado para se mudar para os EUA, e lá filmou a primeira cena para o filme Arabesque'‘.
Nos Estados Unidos, Sagat rapidamente encontrou o nicho dos filmes com musculosos, e logo se tornou famoso por suas tatuagens, especialmente à do seu couro cabeludo. Em uma recente entrevista, ele explicou que seu cabelo começou a diminuir, e que achava a sua cabeça muito longa e desproporcional. Na tentativa de deixar seu crânio mais proporcional, ele decidiu fazer uma tatuagem que parecesse couro cabeludo. Ele também acrescentou algumas linhas perpendiculares ao estilo Hip Hop.  Ele possui uma outra muito famosa:  uma mistura de uma meia lua com um estrela, muito parecida com as bandeiras da Turquia e da Tunísia. Ele explicou que ama homens árabes e que sua tatuagem é um tribute a essas pessoas e a suas culturas que ele tanto respeita.
Como ator pornográfico, ele é tanto passivo como ativo, além de participar de filmes de BDSM. Embora conhecido por seus filmes gay, em 2007 ele apareceu em sua primeira cena bisexual no filme Gay Arab Club. No mesmo ano, ele foi indicado para seis GayVN Awards, e ganhou o de revelação. Em 2009, ele apareceu como um viciado em Saw VI, Franquia de terror dirigida por Kevin Greutert.
Em abril o ator viajou até o Brasil onde realizou uma performance sexual em uma boate em Brasília, onde atuou com o modelo Lucas Fox, representando uma cena da segunda parte de seu primeiro filme, Incubus. Em entrevista dos bastidores, o ator afirmou que gostaria de estar em um relacionamento, embora tenha afirmando em outra época que não estava trás de um relacionamento.

## Cinema
Apesar do sucesso nos filmes pornográficos, ele começou a envolver-se com produções não pornográficas. Em 2007, ele apareceu junto de outras celebridades em um documentário de Olivier Nicklaus sobre nudez chamado La nudité toute nue. O documentário foi transmitido no Canal+ e em outras grandes redes.
Baseado nesse sucesso, em 2010 ele apareceu em em outro filme de terror dirigido por Bruce LaBruce chamado L.A. Zombie onde ele interpreta um esquizofrênico de rua que pensa que é um alienígena e que foi enviado à Terra, vagueando pelas ruas de Los Angeles, tentando trazer os mortos de volta fazendo sexo gay. Ele também aparece em Homme au bain (em Português Homem na Banheira) dirigido por Christophe Honoré. Ele interpreta Emmanuel, um  traficante gay que vive com seu amante. Após uma briga entre os dois, o casal acaba se separando. O filme segue separadamente cada um deles, descobrindo como a separação e o sofrimento  dos dois os leva para uma realidade dolorosa. O diretor Christopher Honoré disse ao site gay francês Yagg.com que ele estava interessado em Sagat porque ele "redefine a noção de masculinidade".
Ambos L.A. Zombie e Homme au bain estrearam no Locarno International Film Festival na Suíça em 2010, fazendo de François Sagat o único ator com dois papéis principais durante a competição. L.A. Zombie também era para ser exibido durante a Melbourne International Film Festival na Austrália, mas foi banido devido a problemas com a classificação indicativa do filme.
Em novembro de 2011, a Titan Media que François Sagat voltaria aos filmes adultos, mas não apenas como ator, mas como produtor e diretor. Seu filme François Sagat's Incubus foi lançado em duas partes, uma em dezembro de 2011 e outra em março de 2012. Em seu blog, Sagat mostra os bastidores das filmagens com fotos e videos do set.

## Cultura Popular
Ele possui uma terceira tatuagem, que apresenta o seu sobrenome em grego como ΣΑΓΑΤ (SAGAT). Existem dildos feitos com molde do pênis de Sagat, incluindo as veias, prepúcio e testículos.
Sagat é muito envolvido com moda. Quando o designer alemão Bernhard Willhelm lançou sua primeira coleção durante a Paris Fashion Week, ele escolheu François Sagat para promover o evento e a sua linha de roupas para homens. Isso deu origem a François Sagat Classics wear. Sagat também trabalhou com a fábrica de modas francesa Fade. Sagat é conhecido por seus desenhos eróticos.
Sagat possui um blog ativo, onde ele explora  sua criatividade de diversas maneiras, desde materiais promocionais, trabalhos próprios, vídeos e outros assuntos relacionados com sua vida privada. Em 1 de março de 2011, um novo documentário chamado Sagat: The Documentary estreou no francês Canal+, que mostra a vida de Sagat e seu impacto da cultura popular.
Em março de 2012, ele lançará um projeto musical chamado Hadès com Sylvia Gobbel. Hadès é dirigido pelo diretor de filmes adultos francês Franck Glenisson com arranjos sinfônicos de Hedayat. O projeto incorpora uma canção, um filme e dezesseis fotos eróticas de Gobbel e Sagat. O video clipe foi lançado em 5 de março de 2011.
Sagat é homossexual. Ele estava em um relacionamento com o bem conhecido ator porno europeu Francesco D'Macho.  Os dois recentemente se separaram.  Sagat era exclusivo da  Titan Media,  mas fez um breve retiro da indústria, tendo retornado em 2008. Recentemente ele apareceu em um vídeo da TitanMen, Full Access,  em uma cena com o ator Matthew Rush.

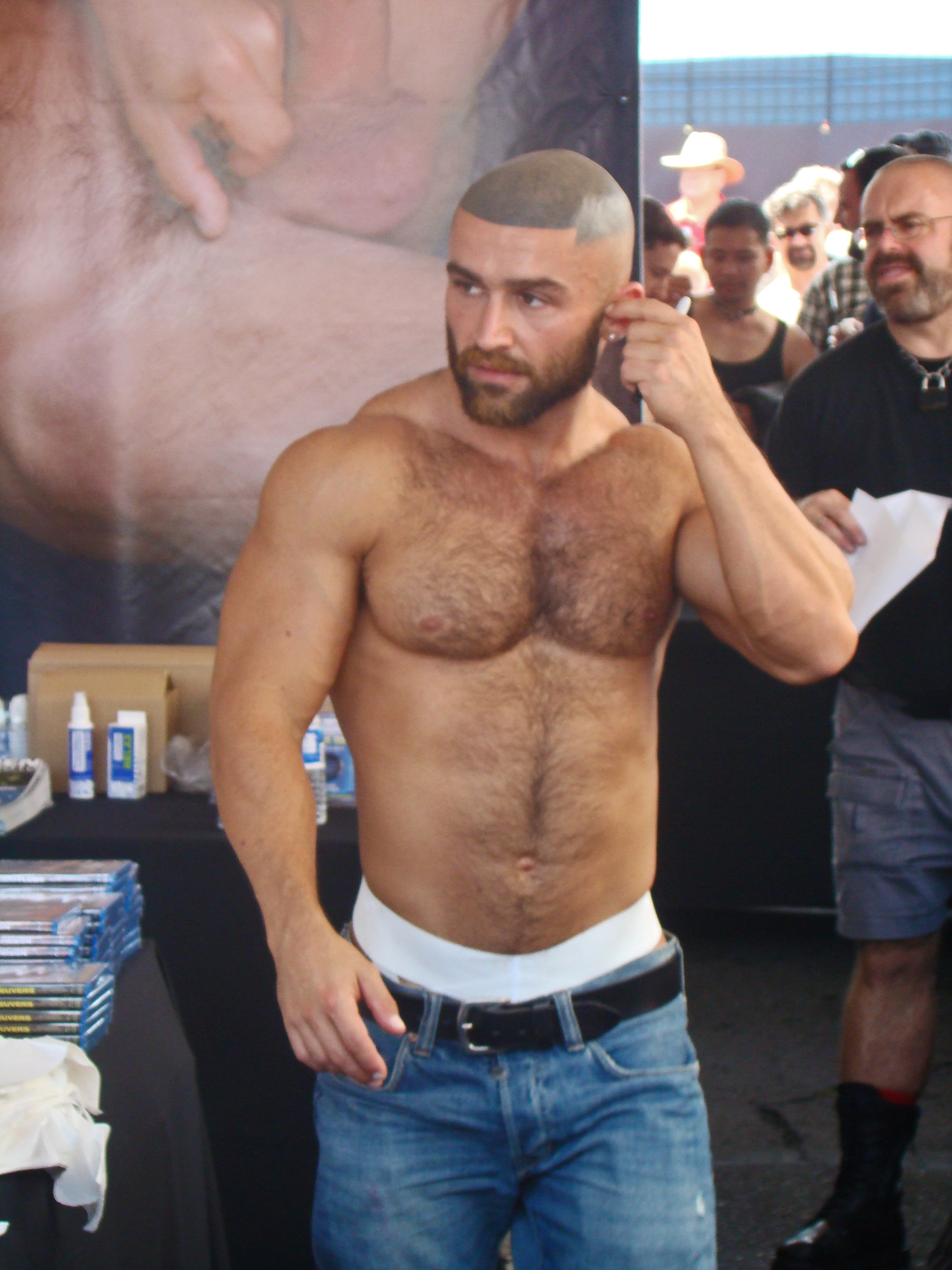

## Videografia
Citebeur.com
- Wesh Cousin 5 - Relax man (2005) (o primeiro filme pornográfico de Francois Sagat)
- Wesh Cousin 6 - Cho bouillants (2005)
- Wesh Cousin 7 - C'est d'la balle (2006)

UniversBlack.com
- Univers Black 1 - Matos de blackoss (2005)

Dark Alley Media
- L.A. Zombie (2010)

Titan Media
- Full Access (2009)
- Overdrive (2009)
- Funhouse (2008)
- Stretch (2007)
- Folsom Leather (2007)
- Shacked Up (2007)
- H2O (2007)
- SPY Quest 3 (2007)
- Breathless (2007)
- Folsom Filth (2007)
- Breakers (2007)
- Fear (2007)

Raging Stallion
- Lebanon (2006)
- Bedroom Eyes (2006)
- Manhattan (2006)
- Fistpack 7: Twist My Arm (2006)
- Centurion Muscle II - Alpha (2006)
- Escape From San Francisco (2006)
- Tough As Nails (2006)
- Arabesque (2006)
- MANIFESTO (2005)
- Hard As Wood (2005)
- Knight After Night (2005)
- Hole Sweet Hole (2005)

Diapopic
- François Sagat: Le DVD (2005)
- Pompiers mis à nu (2005)
- Pompiers mis à nu 2 (2005)

Documental
- La nudité toute nue (2007)
- Sagat: The Documentary (2011)

Filmes não-pornográfico
- Saw VI (2009)
- Homme au bain (2010)